# Our Souls at Night (film)
Our Souls at Night is een Amerikaans romantisch drama uit 2017 dat geregisseerd werd door Ritesh Batra. Het is een verfilming van de gelijknamige roman van auteur Kent Haruf. De hoofdrollen worden vertolkt door Jane Fonda en Robert Redford.

## Verhaal
In een stadje in Colorado brengt Addie Moore op een dag een bezoek aan haar buurman Louis Waters. Beide leven, sinds de dood van hun levenspartner, al enkele jaren alleen. Hoewel ze al decennia lang buren zijn, hebben ze nooit veel contact gehad met elkaar. Addie, die zich alsmaar eenzamer voelt, wil daar verandering in brengen. Ze mist de aanwezigheid van een ander persoon in haar huis en hoopt dat Louis die leegte wil vullen. Weldra sluipt hij elke avond haar huis binnen om samen met haar de nacht in één bed door te brengen.
Na een tijdje beginnen bevriende buurtbewoners de bijzondere regeling tussen Addie en Louis op te merken en vragen te stellen. Daarnaast krijgt Addie onverwacht bezoek van haar zoon Gene, die zijn zevenjarig zoontje Jamie bij haar achterlaat terwijl hij probeert om zijn eigen huwelijk te redden. De aanwezigheid van Jamie stelt de prille relatie van Addie en Louis op de proef.

## Rolverdeling
|                                               |  |  |
| Hoofdrolspelers Jane Fonda en Robert Redford. |  |  |

| Acteur               | Personage    |
| -------------------- | ------------ |
| Jane Fonda           | Addie Moore  |
| Robert Redford       | Louis Waters |
| Matthias Schoenaerts | Gene         |
| Judy Greer           | Holly        |
| Bruce Dern           | Dorlan       |
| Iain Armitage        | Jamie        |

## Productie
In de zomer van 2014 legde schrijver Kent Haruf de laatste hand aan de roman Our Souls at Night. Enkele maanden later overleed hij. Het boek werd in 2015 postuum uitgebracht. Een jaar later raakte bekend dat Netflix de roman zou verfilmen met Ritesh Batra als regisseur en Jane Fonda en Robert Redford als hoofdrolspelers. Our Souls at Night is de vierde film, na The Chase (1966), Barefoot in the Park (1967) en The Electric Horseman (1979), waarin de twee filmsterren een koppel vertolken. Scott Neustadter en Michael H. Weber werden in dienst genomen om het scenario te schrijven.
De opnames gingen op 12 september 2016 van start in Colorado Springs en eindigden op 2 november 2016. Er werd ook gefilmd in Florence (Colorado).
Op 1 september 2017 ging de film in première op het filmfestival van Venetië.